# Makiwka (obwód kijowski)
Makiwka (ukr. Маківка) – wieś na Ukrainie, w obwodzie kijowskim, w rejonie białocerkiewskim, w hromadzie Rokytne. W 2001 liczyła 395 mieszkańców.